# Ejner Espersen
Ejner Espersen (Albertslund, 1929. február 16. – 2009. február 4.) dán nemzetközi labdarúgó-játékvezető.

## Pályafutása

### Nemzetközi játékvezetés
A Dán labdarúgó-szövetség Játékvezető Bizottsága (JB) terjesztette fel nemzetközi játékvezetőnek, a Nemzetközi Labdarúgó-szövetség (FIFA) 1967-től tartotta nyilván bírói keretében. Több nemzetek közötti válogatott és klubmérkőzést vezetett, vagy működő társának partbíróként segített. Az aktív nemzetközi játékvezetéstől 1974-ben búcsúzott. Válogatott mérkőzéseinek száma: 1.

## Statisztika

### Nemzetközi válogatott mérkőzése
| #  | Dátum                | Helyszín                   | Hazai      | Eredmény | Vendég       | Kiírás     | Gólok | Esemény |
| -- | -------------------- | -------------------------- | ---------- | -------- | ------------ | ---------- | ----- | ------- |
| 1. | 1969. szeptember 24. | Stockholm, Råsunda Stadion | Svédország | 2 – 0    | Magyarország | barátságos | -     |         |
|    | Összesen             |                            |            | 1        | mérkőzés     |            |       |         |